# کاترین لاناسا
کاترین لاناسا (انگلیسی: Katherine LaNasa؛ زادهٔ ۱ دسامبر ۱۹۶۶) یک هنرپیشه، بالرین و طراح رقص اهل ایالات متحده آمریکا است. وی از سال ۱۹۸۹ میلادی تاکنون مشغول فعالیت بوده‌است.
از فیلم‌ها یا برنامه‌های تلویزیونی که وی در آن نقش داشته‌است می‌توان به سرزمین منجمد، دو مرد و نصفی، خوش شانس‌ها، آتش گرفتن، ماشین جین منسفیلد، سرنوشت مارتی فاین و عشق بزرگ اشاره کرد.